# Alexine Tinne
Alexandrine 'Alexine' Pieternella Françoise Tinne, född 17 oktober 1835 i Haag, död 1 augusti 1869 nära Ghat (Libyen), var en nederländsk upptäcktsresande. Hon var den första europeiska kvinnan som reste till Centralafrika (1862 och 1863) och som korsade Sahara (1868/1869). Hon var också en av 1800-talets främsta fotografer. I World Museum i Liverpool finns nu en viktig samling av etnografiska föremål som Tinne samlade in under sina resor.

## Biografi
Alexine var dotter till Philip Frederick Tinne (1772-1844), en holländsk köpman, och Philips andra hustru, friherrinnan Harriet van Steengracht-Capellen (1796-1863), som hade varit hovdam.
Alexine växte upp i en förmögen och förnäm familj i Haag. Hon var bra på språk, tecknade fint och spelade piano. Hon undervisades av olika privatlärare. Alexine var mycket intresserad av geografi och etnologi. I Haag väckte hon uppmärksamhet genom sitt okonventionella beteende. Hon dök regelbundet upp bland folk i bisarra egendesignade klänningar och märkliga hattar.

### Resor
Mor och dotter Tinne reste mycket. I början var deras destinationer ganska konventionella (Skandinavien, Paris, Dresden). Den följande resan var mycket mer extravagant. Den 17 december 1855 anlände de till den egyptiska hamnstaden Alexandria. Sedan reste de med tåg till Kairo. De besökte inte bara de vanliga turistattraktionerna, utan reste också med karavan till Röda havet och med båt nedför Nilen till Aswan (Assuan). Sedan besökte de Palestina och Syrien, länder som ansågs vara farliga. Paret tillbringade också ungefär ett halvt år i klostret Sainte-Roc, nära Beirut.

#### Nilens källa

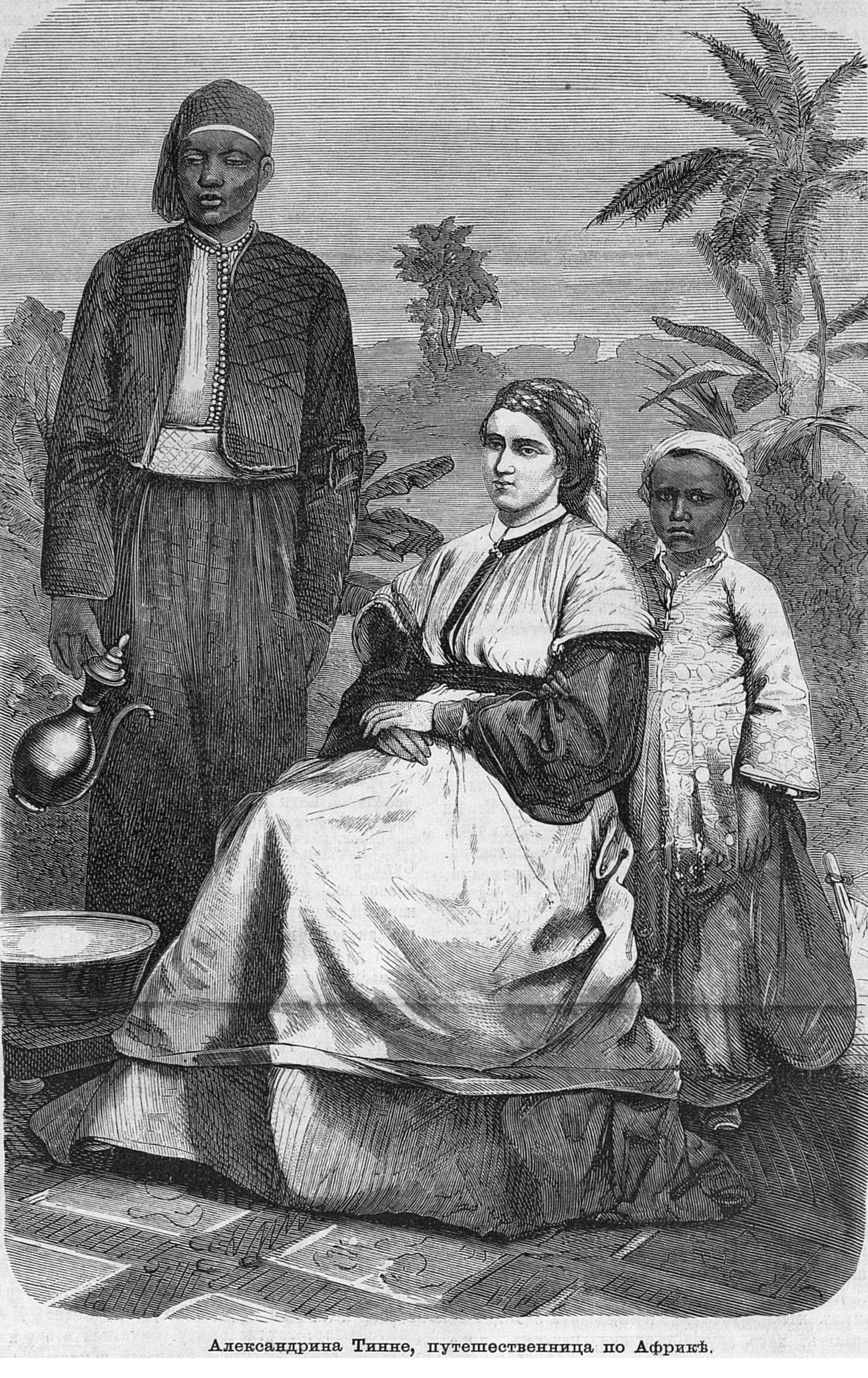
Alexandrine Tinne i Afrika

Alexine drömde om att upptäcka källan till Nilen. Hon lärde sig arabiska och övertalade sin mor att genomföra en riktig expedition. I januari 1862 avreste de tillsammans med några forskare. Utrustad med all europeisk lyx reste de med båt uppför Nilen. Sedan fortsatte de resan på land. Den 30 september ankom de till Gondokoro (i Södra Sudan). Expeditionen saknade mat och efter flera anfall av malaria avbröt hon resan, och de reste snart tillbaka till Kairo.
Omedelbart efter hemkomsten började hon planera utforskningen av Gazellefloden. Åtföljd av den tyska forskaren baron Theodor von Heuglin, botanisten och läkaren Hermann Steudner, 65 livvakter och 40 mulåsnor, lastade med gåvor till lokalbefolkningen (glaspärlor, leksaker och kläder) och vardagsföremål (bl.a. en järnsäng, porslin och silverbestick), påbörjade hon den andra expeditionen den 2 februari 1863. 
Tillsammans med sin mor observerade hon naturen och skrev ner sina iakttagelser. Växter samlades in och deponerades i herbarier. Karavanen reste långsamt på den heta eftermiddagen, eftersom de behövde mycket tid för att göra sin toalett och att äta frukost. Regnperioden närmade sig. Bagage och mat började mögla och sjukdomar bröt ut. När hennes mor och läkaren Steudner dog avbröt hon även denna forskningsresa, och anlände tillbaka i Khartoum den 29 mars 1864.

#### Saharaexpeditionen
1869 satte Alexine ihop en ny expedition för att korsa Sahara. Från Tripoli kom hon med sitt följe djupt in i libyska Sahara. Hon ville gå vidare till Tchadsjön, och därifrån genom Wadai, Darfur och Kordofan till övre Nilen. I Mourzuk mötte hon den tyske läkaren och upptäcktsresanden Gustav Nachtigal som hon tänkte korsa öknen med. Nachtigal ville dock resa till Tibestibergen först. Därför reste hon söderut på egen hand.
På grund av sina sjukdomar (attacker av gikt, inflammation i ögonen) kunde hon inte hålla ordning på sin grupp. Tidigt på morgonen den 1 augusti på sträckan från Mourzuk till Ghat blev hon mördad tillsammans med två holländska sjömän, enligt uppgift av Tuareger allierade med hennes eskort.